# Neonerita haemasticta
Neonerita haemasticta är en fjärilsart som beskrevs av Paul Dognin 1906. Neonerita haemasticta ingår i släktet Neonerita och familjen björnspinnare. Inga underarter finns listade i Catalogue of Life.